# Rogowo (gromada w powiecie białostockim)
Rogowo – dawna gromada, czyli najmniejsza jednostka podziału terytorialnego Polskiej Rzeczypospolitej Ludowej w latach 1954–1972.
Gromady, z gromadzkimi radami narodowymi (GRN) jako organami władzy najniższego stopnia na wsi, funkcjonowały od reformy reorganizującej administrację wiejską przeprowadzonej jesienią 1954 do momentu ich zniesienia z dniem 1 stycznia 1973, tym samym wypierając organizację gminną w latach 1954–1972.
Gromadę Rogowo z siedzibą GRN w Rogowie utworzono – jako jedną z 8759 gromad – w powiecie białostockim w woj. białostockim, na mocy uchwały nr 11/V WRN w Białymstoku z dnia 4 października 1954. W skład jednostki weszły obszary dotychczasowych gromad Rogowo, Rogowo Kolonia i Kościuki ze zniesionej gminy Barszczewo oraz miejscowości Ruszczany, Rogówek i Rogowo maj. wyłączone z miasta Choroszczy w tymże powiecie. Dla gromady ustalono 12 członków gromadzkiej rady narodowej.
31 grudnia 1959 gromadę Rogowo zniesiono, włączając ją do gromad Barszczewo (wsie Kościuki, Ruszczany i Rogówek) i Konowały (wieś Rogowo, PGR Rogowo i kolonię Rogowo-Kolnia).